# Batalla de Filipópolis
La batalla de Filipópolis y el subsiguiente saqueo de Filipópolis ocurrieron en 250-251, cuando una coalición de invasores bárbaros liderados por el rey godo Cniva cercó e invadió la ciudad de Filipópolis, actual Plovdiv, que estaba siendo protegida por el gobernador de Tracia, Tito Julio Prisco. Pese a un acuerdo con Prisco, que pretendió entregar la ciudad pacíficamente, los sitiadores saquearon la localidad, matando y esclavizando a la población.

## Antecedentes y batalla
Después del ascenso de Decio al trono imperial en 249, las tribus bárbaras que habitaban el curso alto del Danubio invadieron las provincias de la Dácia, Mésia Superior y Moesia Inferior tras cesar el pago de tributos. En 250, los carpos invadieron Dacia, el este de Moesia Superior y el oeste de Moesia Inferior. A la vez, una coalición compuesta por varias tribus (taifalos, peucinos, asdingos y carpos) y desertores romanos liderada por el rey godo Cniva cruzó la frontera romana y avanzó en dos columnas.
La primera columna del ejército de Cniva, un destacamento de c. 20 000 soldados, sitió Marcianópolis (actual Devnja, Bulgaria) sin éxito, y partió al sur a sitiar Filipópolis (actual Plovdiv, Bulgaria). Cniva, por su parte, cruzó el Danubio rumbo a Esco y Nova (actual Svishtov), donde fue rechazado por el gobernador Treboniano Galo. Desde allí marchó contra Nicópolis, que pretendía saquear, siendo derrotado por Decio. Después de estos reveses, Cniva se movió hacia el sur a través del monte Hemo, con Decio persiguiéndolo para salvar Filipópolis. Mientras el ejército romano estaba estacionado en Beroia (actual Stara Zagora), fue sorprendido por las tropas bárbaras. Decio huyó en dirección a Esco, dejando a Cniva saquear Moesia y el camino a Filipópolis abierto.

## Saqueo y consecuencias
Es incierto si el ataque de Cniva contra Filipópolis ocurrió en el verano de 250 o 251, siendo la fecha disputada por los historiadores. Fuera como fuese, después de un largo cerco, las tropas estacionadas en el interior de la ciudad nombraron a Tito Julio Prisco emperador y él partió para una ofensiva diplomática, con objetivo de entregar la ciudad negociadamente. Los bárbaros, sin embargo, después de abrir los portones, iniciaron la masacre de la población y probablemente asesinaron a Prisco, que no vuelve a ser citado en las fuentes. Según Amiano Marcelino, 100 000 personas fueron muertas y otras tantas hechas prisioneras, incluyendo miembros de la clase senatorial romana.
El saqueo de Filipópolis incitó el emperador a actuar. Después de interceptar a partidarios de los germanos y reparar las fortificaciones en el Danubio, se dirigió contra los godos que fueron cercados por fuerzas romanas numéricamente superiores mientras intentaban retirarse. Decio los atacó cerca de una pequeña ciudad llamada Abrito (actual Razgrado).